# Jarmila Králíčková
Jarmila Králíčková (* 11. května 1944 Praha) je bývalá československá pozemní hokejistka, hrající na brankářském postu. V letech 1968 až 1982 československá reprezentantka, držitelka stříbrné medaile z olympiády v Moskvě z roku 1980. Od roku 1961 do roku 1986 hrála za pražskou Slavii.
V roce 1954 začínala pod vedením Čeňka Hanky s atletikou. Jako dorostenka přešla do Slávie Praha, ve které získala 11 titulů mistryně Československa v pozemním hokeji. V letech 1981 až 1989 zastupovala pozemní hokej v Československém olympijském výboru a v roce 1987 se stala členkou Československého klubu olympioniků.